# カーク (クレーター)
カーク (Kirk) は、冥王星の衛星カロンにあるクレーター。このクレーターはヴァルカン高原の地域に位置する。無人探査機ニュー・ホライズンズが冥王星をフライバイする際に発見した。『スタートレック』シリーズの登場人物ジェームズ・T・カークにちなんで名付けられた。